# 2026年冬季奥林匹克运动会安道尔代表团
2026年冬季奧林匹克運動會安道爾代表團是安道爾所派出的第25届冬季奥林匹克运动会代表团。这是该国第十四参加冬季奥运。

## 高山滑雪
安道爾迄今已有一名女子和一名男子高山滑雪运动员通过基本配额认证。